# Novaci (Aleksandrovac)
Pour les articles homonymes, voir Novaci (homonymie).
Novaci (en serbe cyrillique : Новаци) est un village de Serbie situé dans la municipalité d'Aleksandrovac, district de Rasina. Au recensement de 2011, il comptait 351 habitants.

## Démographie

### Évolution historique de la population
| 1948 | 1953 | 1961 | 1971 | 1981 | 1991 | 2002 | 2011 |
| ---- | ---- | ---- | ---- | ---- | ---- | ---- | ---- |
| 536  | 521  | 510  | 502  | 463  | 450  | 402  | 351  |

|  |